# Kreso Kovacec
Kreso Kovacec (* 20. Juli 1969 in Krapina, Jugoslawien) ist ein ehemaliger deutscher Fußballspieler kroatischer Abstammung.

## Karriere
Der in Hamburg aufgewachsene Stürmer Kovacec erreichte 1987 mit der A-Jugend der Hamburger Turnerschaft von 1816 (HT 16) das Viertelfinale um die deutsche Meisterschaft und schied dort gegen den VfL Bochum aus. Zu seinen Mannschaftskameraden bei der HT16 zählten Elard Ostermann und Marc Fascher. Zur Saison 1987/88 schloss er sich dem FC Süderelbe (Verbandsliga) an. Im Januar 1989 nahm Kovacec mit der Amateurauswahl des Hamburger Fußball-Verbands an einem Turnier in Leningrad teil. Von Süderelbe aus wechselte er noch als 18-Jähriger zum VfL Bochum, zuvor war er auch beim FC St. Pauli im Gespräch, bei dem er Ende Februar 1989 mittrainierte. In Bochums Profimannschaft konnte er sich auch aufgrund mehrerer Verletzungen nicht durchsetzen, kam nur in der Amateurmannschaft zum Einsatz, in der mit sechs Toren in den ersten Saisonwochen einen verheißungsvollen Auftakt hinlegte, und wechselte nach einem Jahr nach Hamburg zurück, wo er für den ASV Bergedorf 85 und Concordia Hamburg auflief. Mit letzterem Verein gelang Kovacec 1993/94 auch der Aufstieg in die neu gegründete Regionalliga, in der Concordia 1994/95 den Klassenerhalt erreichte.
Zur Saison 1995/96 schloss sich Kovacec Hannover 96 an, für den er in seiner ersten Saison sechs Tore in 32 Einsätzen in der 2. Bundesliga erzielte, Hannover jedoch in die Regionalliga Nord abstieg. Im Oktober 1997 verließ Kovacec den Verein, um sich dem Nordost-Regionalligisten Tennis Borussia Berlin anzuschließen, mit dem er in die 2. Bundesliga aufstieg und dort sieben Tore in 19 Partien erzielte.
Anschließend wurde Kovacec vom in der Bundesliga antretenden Hansa Rostock verpflichtet. Für die Hanseaten bestritt er zunächst 17 Spielen in der Saison 1999/2000 der höchsten deutschen Spielklasse, in denen ihm zwei Tore gelangen. 2000/01 und 2001/02 kam Kovacec jedoch nur noch zu acht Einsätzen und einem Tor beziehungsweise drei Einsätzen in der Bundesliga, woraufhin er Rostock 2002 verließ.
Ab 2002 für den FC Augsburg und ab 2003 für die SV 07 Elversberg tätig, spielte Kovacec noch zwei weitere Spielzeiten in der Regionalliga, bevor er 2004 zunächst vereinslos wurde. Ab 2005 ließ er dann seine Karriere beim unterklassigen bayerischen Verein DJK Augsburg-Lechhausen ausklingen.

## Als Trainer
In der  Saison 2010/2011 war er Trainer der ersten Mannschaft der DJK Augsburg-Lechhausen in der Bezirksliga Schwaben-Nord. Anschließend war er drei Spielzeiten Trainer des FC Donauwörth 08.